# لیندا ویستا (سن دیگو)
لیندا ویستا (انگلیسی: Linda Vista, San Diego) شهری است که در سن دیگو، کالیفرنیا در ایالات متحده قرار دارد. این شهر در شرق خلیج میشن، شمال دره میشن، و جنوب شرق دره تکولوت، و مشرف به دره میشن در جنوب و خلیج میشن و اقیانوس آرام در غرب قرار دارد. دانشگاه سن دیگو نیز در این شهر واقع شده‌است.